# Zodarion aculeatum
Zodarion aculeatum là một loài nhện trong họ Zodariidae.
Loài này thuộc chi Zodarion. Zodarion aculeatum được Chyzer miêu tả năm 1897.